# Vertemate con Minoprio
Vertemate con Minoprio ist eine norditalienische Gemeinde (comune) in der Provinz Como in der Lombardei. 

## Lage und Einwohner
Die Gemeinde liegt etwa 9 Kilometer südsüdwestlich von der Provinzhauptstadt Como. Östlich wird die Gemeinde durch den Seveso begrenzt. Sie hat 4158 Einwohner (Stand 31. Dezember 2023).
Die Nachbargemeinden sind Cadorago, Cantù, Cermenate, Cucciago und Fino Mornasco.

## Geschichte
Erstmals urkundlich erwähnt wird die Ortschaft im 12. Jahrhundert, wenngleich die Johannes-Abtei von Vertemate bereits von 1084 bis 1086 errichtet wurde. Die umfasst die Fraktionen Vertemate und Minoprio. Die Nachbargemeinden sind: Cadorago, Cantù, Cermenate, Cucciago und Fino Mornasco.

## Verkehrsanbindung
Durch die Gemeinde führt die Staatsstrasse 35 von Genua kommend über Mailand Richtung Como und Grenze zur Schweiz.

## Sehenswürdigkeiten
- Pfarrkirche Santi Pietro e Paolo (19. Jahrhundert)[2]
- Pfarrkirche Santa Maria Assunta (1883)[3]
- Alte Kirche Santi Pietro e Paolo (14. Jahrhundert)[4]
- Abtei San Giovanni (1084/1095)[5]
- Villa Raimondi (1793)[6]